# Walter Köberle
Walter Köberle (* 13. ledna 1949, Kaufbeuren, Německo) je bývalý německý lední hokejista hrající na pozici útočníka.
Reprezentoval Německo na Zimních olympijských hrách 1976 v Innsbrucku a získal zde bronzovou medaili. Zúčastnil se též MS 1976, 1977 a 1978.